# ناحیه الدورادو، شهرستان استیونس، مینه سوتا
ناحیه الدورادو (به انگلیسی: Eldorado Township) یک منطقهٔ مسکونی در ایالات متحده آمریکا است که در شهرستان استیونز، مینه‌سوتا واقع شده‌است.
 ناحیه الدورادو ۹۳٫۵ کیلومتر مربع مساحت و ۱۰۹ نفر جمعیت دارد و ۳۳۱ متر بالاتر از سطح دریا واقع شده‌است.